# Elba de Pádua Lima
Elba de Pádua Lima, beter bekend als Tim (Rifaina, 20 februari 1916 – Rio de Janeiro,  7 juli 1984) was een Braziliaanse voetballer en trainer.

## Biografie
Tim begon zijn carrière Botafogo uit de staat São Paulo. In 1936 ging hij voor Fluminense spelen waarmee hij grote successen behaalde. De club won in die periode vijf keer het Campeonato Carioca.
Hij zat ook in de selectie voor het WK 1938, waar hij speelde in de wedstrijd tegen Tsjecho-Slowakije.
Na zijn spelerscarrière werd hij trainer. In 1968 werd hij met San Lorenzo ongeslagen kampioen van de Metropolitano. In 1982 ging hij met Peru naar het WK in Spanje. Het is het langste interval van een speler-trainer ooit tussen het WK als speler en als trainer. Peru speelde twee keer gelijk en kreeg een zware nederlaag van Polen aangesmeerd en was uitgeschakeld in de eerste ronde. Twee jaar later overleed hij.